# Silla de esquina

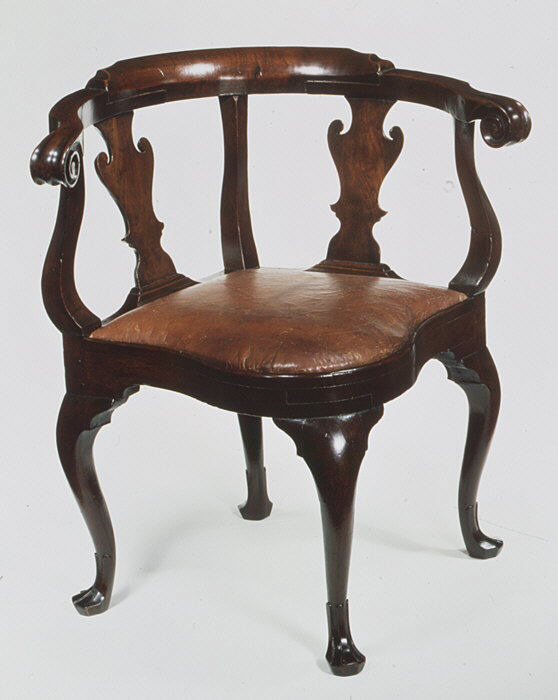
Silla de esquina (c. 1740).

Una silla de esquina es un diseño de silla con un asiento de cuatro esquinas dispuesto de manera que una esquina, a veces redondeada, frecuentemente con una pata cabriola, se coloca al frente mientras que el respaldo redondeado o en ángulo está alineado con los dos lados traseros del asiento.
Bastante populares en los siglos XVII y XVIII, las sillas de esquina son actualmente de interés principalmente como muebles antiguos (un artículo de 1931 describe la disposición como «inusual»), aunque diseños similares con el respaldo alto en ángulo se utilizan como dispositivos de asistencia médica para mantener la posición superior del tronco (por ejemplo, en casos de parálisis cerebral).

## Historia y terminología

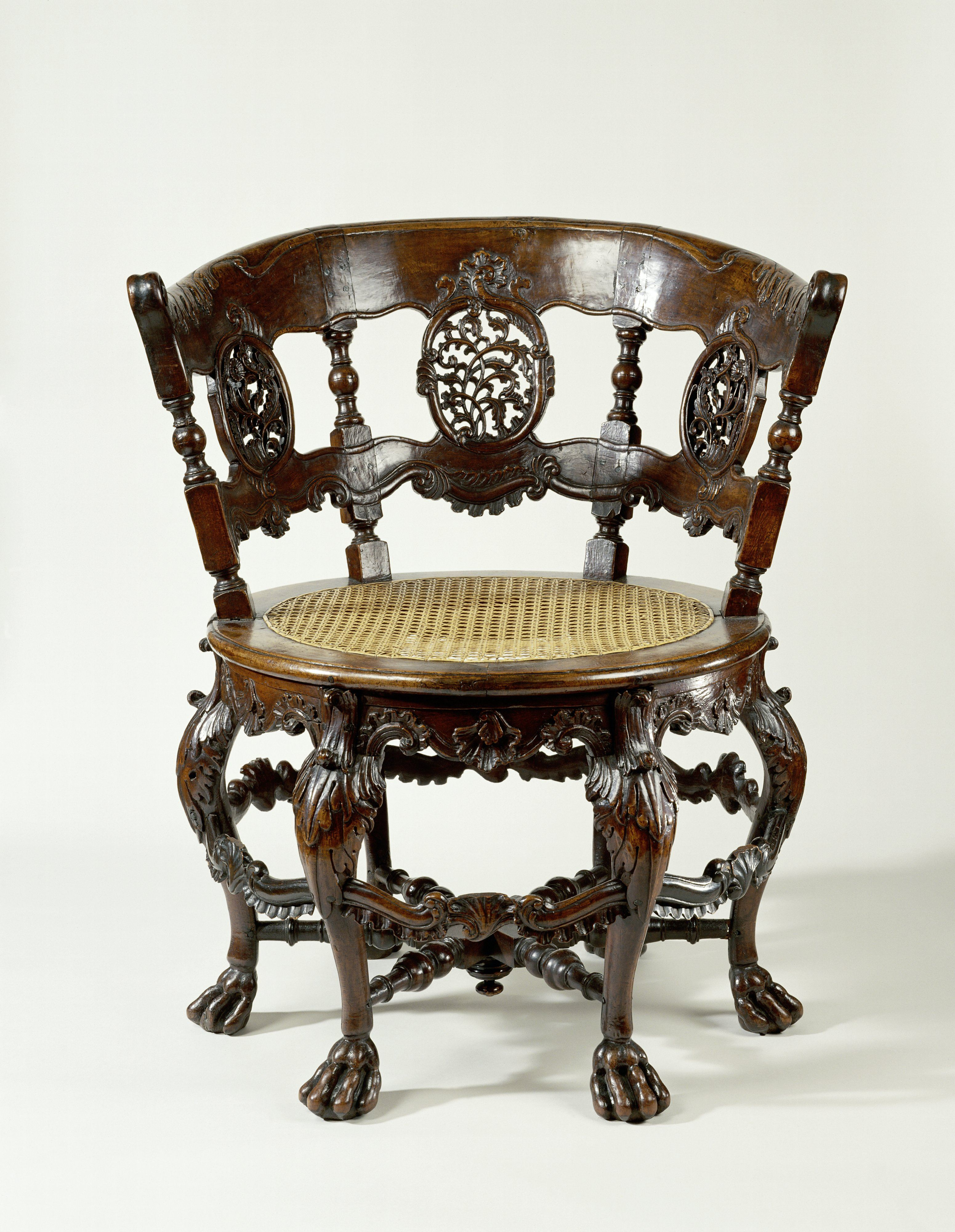
Silla de burgomaestre (c. 1750).

El origen de la silla de esquina se remonta a las sillas de seis u ocho patas de los palacios chinos con asientos de mármol, a veces giratorios. Las sillas chinas inspiraron los diseños holandeses (e ingleses) en los estilos Guillermo y María y Reina Ana en los siglos XVII y XVIII, estas adaptaciones se denominan sillas burgomaestres, ya que se usaban como sillas de oficina en los asentamientos (burgos). Inicialmente, las sillas conservaron la forma redonda de los prototipos chinos (de ahí uno de sus nombres, silla rotonda, que en inglés estadounidense roundabout chair se convirtió en sinónimo de silla de esquina, aunque a veces todavía se usa para describir las sillas antiguas de diseño de seis u ocho patas con asiento redondo).
La silla de la esquina obtuvo su nombre posterior al siglo XIX, habiendo sido conocida contemporáneamente con una variedad de nombres. Gloag afirma que el término «rotonda» no era contemporáneo, y el nombre «burgomaestre» también parece ser moderno. Sin embargo, el término round about chair («silla redonda») y muchos otros menos populares («silla redonda», «silla de tres esquinas», «silla triangular», «silla semicircular») se puede ver en los inventarios de Nueva Inglaterra como a principios de 1738.
En la época de los hermanos Adam, los asientos se volvieron más o menos cuadrados, con una esquina (y una pata) sobresaliendo en el frente. El propósito original de estas sillas es confuso ya que la forma visual es frecuentemente «desgarbada». Pynt y Higgs argumentan que el objetivo principal era la ergonomía; los diseñadores trataron de mejorar la posición de la columna vertebral para la tarea de escribir (por lo tanto, otro nombre, silla de escritura), pero los autores también proporcionaron otras dos conjeturas de otros investigadores: una mejor presentación de un vestido de una dama sentada (poco probable, ya que para las mujeres la posición de sentarse con los pies separados no era socialmente aceptable en ese momento) y en realidad llenaba un rincón de la habitación (aunque algunas sillas están equipadas con el caballete de escritura, lo que lo hace imposible). La fabricación en masa de las sillas esquineras está asociada a la América del Norte colonial (finales del siglo XVII); estas sillas se usaban principalmente como muebles de escritorio, aunque ocasionalmente incluían una falda gruesa (cenefa) para que pudieran usarse como una silla con inodoro.
Drepperd no considera que las sillas flamencas de tres patas/tres esquinas del siglo XVI sean ancestros de la silla de esquina, a pesar de que son similares en apariencia. Algunas sillas Hogarth también pueden parecerse a las sillas de esquina, pero, estrictamente hablando, no pueden clasificarse como tales.